# Xuexiang
Xuexiang (kinesiska: 雪乡) är en socken i Kina. Den ligger i den autonoma regionen Tibet, i den sydvästra delen av landet, omkring 39 kilometer nordost om regionhuvudstaden Lhasa. Antalet invånare är 2 633. Befolkningen består av 1 316 kvinnor och 1 317 män. Barn under 15 år utgör 24,0 %, vuxna 15-64 år 70 %, och äldre över 65 år 4,0 %.
Genomsnittlig årsnederbörd är 865 millimeter. Den regnigaste månaden är juli, med i genomsnitt 244 mm nederbörd, och den torraste är december, med 2 mm nederbörd.